# Talking Tom and Friends
Talking Tom & Friends (2008 до 2021 — Talking Tom and Friends) — медіафраншиза, створена і належить британської компанії Outfit7. Франшиза фокусується на різних антропоморфних персонажів-тварин, які повторюють кожне слово в різних мобільних додатках. Станом на листопад 2021 року, додатки досягли понад 5,5 млрд завантажень.

## Персонажі
- Том, що розмовляє (англ. Talking Tom) — головний герой франшизи Talking Tom and Friends, антропоморфний сірий кіт, шукач пригод, іменований як «найпопулярніший в світі кіт»[2].
- Анджела, що розмовляє (англ. Talking Angela) — біла кішка, подруга Тома що розмовляє у франчизі. Вона — стильна кішечка з любов'ю до подорожей і виконання пісень; музичні YouTube-хіти Анджели набирають мільйони переглядів.
- Джинджер, що розмовляє (англ. Talking Ginger) —  семирічний пустотливий, веселий антропоморфний кошеня і племінник Тома. Додаток «Talking Ginger» був випущений в серпні 2012 року. Веселе і освітній, додаток, завдяки наявності в ньому процесів підготовки до сну і чищенні зубів, було описано як «весела пригода для всієї родини»[3].
- Бен, що розмовляє (англ. Talking Ben) — антропоморфний двадцяти дворічний коричневий пес і кращий друг Тома.
- Хенк, що розмовляє (англ. Talking Hank) — синьо-білий пес з любов'ю до телевізора з вогненною пристрастю. Він сусід Тома по кімнаті і модель ролі Джинджера. У Франції ім'я Хенка перекладається як "Honk", і він бачив кожен ситком, зроблений з 1986 по 1994 рік. Він з'явився в пілотному епізоді «Christmas audition» мультсеріалу «Talking Tom and Friends».
- Бекка, що розмовляє (англ. Talking Becca) — антропоморфна сіра кролиця, початкова співачка. Як і Хенк, вперше з'являється в мультсеріалі «Talking Tom & Friends». Також вона присутня в грі My Talking Tom Friends, що вийшла влітку 2020 року.
- 2010 Talking Squeak
- 2012 Talking Sugar
- 2013 Talking Gus
- 2014 Talking Flip

## Фільми і телебачення
Outfit7 Limited запустила 52-серійний мультсеріал під назвою «Talking Tom and Friends» в 2015 році, ґрунтуючись на витівки Talking Tom and Friends. Мультсеріал створюється при продюсерську підтримку австрійської анімаційної студії arx anima. Це актори:
- Колін Генкс — Том,
- Джеймс Адоміан — Бен,
- Том Кенні — Генк,
- Ліза Шварц — Анджела,
- Марія Бемфорд — Джинджер, Бекка.

Перший сезон мультсеріалу був поділений трьома перервами: один між епізодами 9 («Man on the Moon») і 10 («Man on the Moon 2»), один між епізодами 22 («CEO in Trouble») і 23 («The Perfect Roommate»), і один між епізодами 38 («Heatwave») і 39 («Germinator 2: Zombies»). Turner Broadcasting System Europe купила права на трансляцію мультсеріалу, і в даний час «Talking Tom and Friends» транслюється на Boomerang UK, британському підрозділі телеканалу Boomerang з 5 вересня 2016 року. У серпні 2016 року було оголошено, що мультсеріал буде продовжений на 2-го сезону.

## Нагороди
- Додаток «My Talking Tom» виграв глобальне змагання «Tabby Award» в 2014 році в номінації «Найкраща гра для iPad: діти, виховання і сім'я»[6].
- «My Talking Tom» також переміг на «Tabby Awards Users 'Choice» в 2014 році в двох категоріях: «Найкраща гра для iPad: діти, виховання і сім'я» і «Найкраща гра для Android: головоломки, карти і сім'я»[7].
- Плюшеві іграшки розмовляючих Тома і Бена були нагороджені в 2012 році австралійської асоціацією індустрії іграшок в номінації «Кращі ліцензовані іграшки для дівчаток»[8].
- Мультсеріал «Talking Tom and Friends» виграв «Cablefax Program Awards» і був названий «кращим анімаційним серіалом 2016 року»[5][9].